# Monkey Kingdom
Monkey Kingdom è un film documentario del 2015 diretto da Mark Linfield e Alastair Fothergill.
Documentario naturalistico realizzato da Disneynature.
Parte dei proventi del film sono stati donati a Conservation International.

## Trama
Maya è un macaco dal berretto che, insieme a suo figlio Kip, deve trovare una nuova casa quando questa viene invasa da una vicino gruppo di scimmie.

## Distribuzione
Il primo trailer del film è stato pubblicato l'11 aprile 2014.
Il film è stato distribuito nelle sale cinematografiche statunitensi il 17 aprile 2015, in italia il film è stato trasmesso in prima visione su Sky Cinema Family il 10 ottobre 2015.